# Shaw Brothers

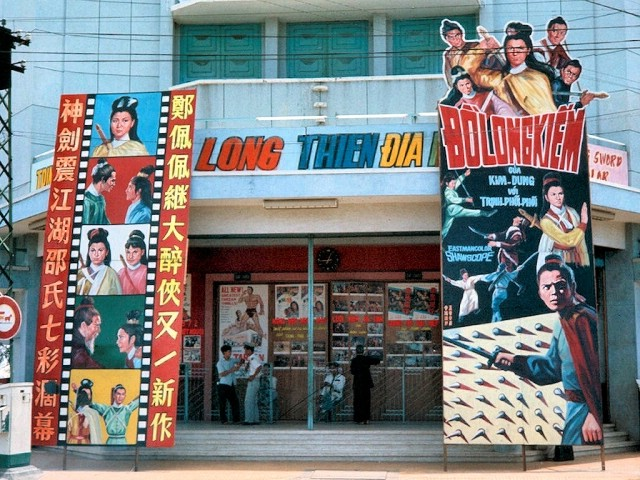
Cine en Saigón, 1967.

Shaw Brothers, abreviado Shaw Bros. (邵氏兄弟有限公司) fue la mayor productora de cine en Hong Kong. Fue fundada en Hong Kong en 1958 por los hermanos Run Run Shaw (邵逸夫 | Shao Yi Fu, 1907-2014), Runme Shaw (邵仁枚 | Shao Ren Mei, 1901-1985), Runde Shaw (邵囤人 | 邵邨人 | 邵村人, Shao Cun Ren, 1899-1973) y Runje Shaw (邵醉翁 | Shao Zui Weng, 1896-1975).

## Orígenes
Originarios de Shanghái, e hijos de un importante hombre de negocios, los hermanos Shao eran cuatro: Yi Fu, Ren Mei, Cun Ren y Zui Weng. Este último fundó la productora Tianyi Film Co. en 1925. Ren Mei y Yi Fu se establecieron en Singapur tres años después para distribuir allí las películas de Tianyi, cambiando sus nombres al idioma malayo, y convirtiéndose así en Runme y Run Run Shaw respectivamente. En 1934 Cun Ren hizo otro tanto en Hong Kong y se convirtió en Runde. Cuando los japoneses ocuparon Shanghái en 1937 durante la guerra chino-japonesa, Tianyi fue de las pocas compañías que logró sobrevivir gracias a sus mercados en el Sudeste asiático. En 1940 la productora se estableció en Hong Kong, donde tras una serie de cambios y fusiones se estableció en el mercado mandarín con el nombre de Shaws Company en 1950 como competidora de MP & GI (posteriormente llamada Cathay), uno de los estudios más importantes del sector en la época.

## La compañía
Run Run tomó el control de la compañía en 1958 con un ambicioso plan de producción. Cambió su nombre por el de Shaw Brothers y bautizó los inmensos terrenos de la Bahía de Clearwater donde se encontraban los estudios con el nombre de Movietown en 1961. Allí instaló también fábricas de vestuario y escuelas de interpretación y artes marciales, y casas donde comía y dormía el personal de la compañía. Para promocionar los estudios contrató al director publicitario Raymond Chow, al que ascendería a jefe de producción en 1962. La primera película oficial del estudio fue The Kingdom and the Beauty (1959) de Li Han Hsiang, que fue también la primera filmada en color en Hong Kong.
A mediados de la década 1960 Shaw Bros. encontró el filón de las películas de artes marciales. Con grandes directores como Chang Cheh, King Hu, Chu Yuan y posteriormente Liu Chia Liang, y estrellas como Jimmy Wang Yu, Ti Lung, David Chiang, Cheng Pei Pei o Alexander Fu Sheng, el estudio arrasó en las taquillas del Sudeste asiático y exportó un gran número de películas al mercado occidental. Shaw intervino también en régimen de coproducción con varios países, especialmente el Reino Unido y Estados Unidos con filmes como Kung Fu contra los 7 vampiros de oro y Blade Runner.
Cathay entró en bancarrota en 1972 y los Shaw se encontraron un nuevo competidor, Golden Harvest, fundada por Chow, que ya había abandonado Shaw Bros. en 1971. Muchas estrellas de Shaw empezaron a abandonar esta compañía para firmar con Chow, que ofrecía mejores salarios y mayor libertad creativa. Esta competición duró 15 años hasta que la compañía decidió abandonar el mercado cinematográfico en 1985 para centrarse en su propio canal de televisión, TVB (Television Broadcasts Limited, fundado en 1967) y la compañía de distribución de Singapur Shaw Organization.